# Hyposoter simlaensis
Hyposoter simlaensis là một loài tò vò trong họ Ichneumonidae.